# Maart 2021
Dit artikel geeft een chronologisch overzicht van de belangrijkste gebeurtenissen per dag in de maand maart van het jaar 2021.

## Gebeurtenissen

### 3 maart
- Bij een steekpartij in de Zweedse plaats Vetlanda vallen acht gewonden, onder wie enkele zwaargewonden. De dader, een man van in de twintig, wordt neergeschoten door de politie.[1]
- In verschillende steden in Myanmar vallen bij confrontaties tussen veiligheidstroepen en demonstranten die protesteren tegen de machtsovername door het leger van begin vorige maand zeker 38 doden. Het is daarmee de bloedigste dag in Myanmar sinds het begin van de protesten direct na de staatsgreep.[2] (Lees verder)

### 4 maart
- De Internationale Organisatie voor Migratie meldt dat er in de zeestraat van Djibouti naar Jemen zeker 20 migranten die met hulp van mensensmokkelaars de oversteek naar Jemen probeerden te maken zijn omgekomen nadat zij van boord waren gezet. Aan boord waren in totaal zo'n 200 mensen, van wie ongeveer de helft door de mensensmokkelaars overboord werd gezet.[3]
- Italië blokkeert de export van 250.000 doses van het COVID-19-vaccin AZD1222 van AstraZeneca naar Australië, omdat de leveringsgaranties van het vaccin aan de Europese Unie in gevaar zouden komen. Het is voor het eerst dat een EU-land de export van een coronavaccin tegenhoudt.[4]
- Brazilië noteert 1910 nieuwe COVID-19-doden, het hoogste aantal  binnen een dag sinds het begin van de pandemie. Een dag eerder overleden er 1641 mensen, wat ook al een record was.[5] (Lees verder)

### 5 maart
- Paus Franciscus arriveert in Bagdad voor een vierdaags bezoek aan Irak. Het is voor het eerst in de geschiedenis dat een paus dit land bezoekt.[6]

### 6 maart
- In de Amsterdamse Ziggo Dome wordt een proefconcert gehouden met ca. 1300 bezoekers, als onderdeel van een serie experimenten om COVID-19-veilige evenementen te organiseren.  De bezoekers worden opgedeeld in verschillende groepen ("bubbels") en moeten zich voor en na het evenement laten testen.[7]
- De Surinaamse minister van Buitenlandse Zaken Albert Ramdin ondertekent een CARIFORUM-overeenkomst met het Verenigd Koninkrijk.[8]

### 7 maart
- Bij een brand in een migrantenkamp in de Jemenitische hoofdstad Sanaa vallen vele tientallen doden en meer dan 100 zwaargewonden. De brand zou het gevolg zijn geweest van een ruzie tussen de kampbewoners en Houthi-rebellen die het kamp bewaakten.[9]
- Bij een reeks explosies op een militaire basis in Bata (Equatoriaal-Guinea) vallen meer dan 100 doden en meer dan 600 gewonden. Er is veel schade in de stad.[10][11]

### 11 maart
- Het Braziliaanse ministerie van Volksgezondheid meldt dat er de afgelopen 24 uur 2.286 mensen zijn overleden aan COVID-19, het hoogste aantal doden in het land binnen een etmaal sinds het begin van de pandemie.[12] (Lees verder)
- Denemarken, IJsland, Noorwegen en Italië stoppen tot nader order met vaccineren met het AstraZeneca-vaccin, nadat bij een aantal gevaccineerden bloedstollingen zijn vastgesteld. Het Europese Geneesmiddelenbureau begint een onderzoek naar het vaccin.[13]
- Het COVID-19-vaccin van Johnson & Johnson wordt door  het Europees Geneesmiddelenagentschap goedgekeurd voor gebruik in Europa.[14]
- Nederland en België worden getroffen door de storm Evert. Er worden windsnelheden tot 124 km/u bereikt en in het Limburgse Bemelen valt een dode.[15]

### 12 maart
- Italië gaat opnieuw in een gedeeltelijke lockdown vanwege het toenemend aantal COVID-19-besmettingen, waarbij vooral de Britse variant (VOC – 202012/01) oprukt. De kritiek grens van de IC-capaciteit is inmiddels overschreden.[16] (Lees verder)

### 13 maart
- Bij anti-coronademonstraties in de Duitse stad Dresden raken zeker 12 agenten gewond.[17] (Lees verder)
- In het park Clapham Common in de Britse hoofdstad Londen komen honderden mensen bijeen voor een wake voor een 33-jarige vrouw die begin deze maand werd ontvoerd en vermoord.[18] Er komt kritiek op het optreden van de politie tijdens de bijeenkomst.[19]
- In de Belgische stad Luik raken 36 agenten gewond als een Black Lives Matter-betoging uit de hand loopt.[20]

### 14 maart
- Bij de aanhoudende demonstraties in Myanmar tegen de coup van begin februari vallen zeker 38 doden, van wie 22 in Yangon. In een wijk van Yangon wordt de noodtoestand uitgeroepen.[21] (Lees verder)

### 15 maart
- In een manifest spreken enige tientallen politici, journalisten en bestuurders hun steun uit voor de met de dood bedreigde Nederlandse schrijfster Lale Gül. Ondertekenaars zijn onder meer Gert-Jan Segers, Tommy Wieringa en Ruben L. Oppenheimer.

### 16 maart
- In de Amerikaanse stad Atlanta vallen bij een reeks schietpartijen bij drie massagesalons zeker acht doden. De dader zou een 21-jarige man zijn.[22]

### 17 maart
- Bij de Tweede Kamerverkiezingen in Nederland komt de VVD voor de vierde keer op rij als grootste partij uit de bus, gevolgd door D66.[23]

### 19 maart
- Op het schiereiland Reykjanes (een deel van IJsland) komt de vulkaan de Fagradalsfjall tot uitbarsting.[24]

### 20 maart
- De noordoostkust van Japan wordt getroffen door een aardbeving met een kracht van 7,2. De schade blijft beperkt. Voor de regio Miyagi wordt gedurende enkele uren een tsunamiwaarschuwing afgegeven.[25]

### 22 maart
- De Europese Unie legt voor het eerst sinds meer dan 30 jaar sancties op aan China, waarbij een organisatie en vier personen op een zwarte lijst komen en een inreisverbod voor Europa krijgen. Aanleiding voor de maatregel zijn de Chinese mensenrechtenschendingen ten aanzien van de Oeigoeren.[26]
- In de Australische stad Sydney worden duizenden mensen geëvacueerd vanwege hevige overstromingen als gevolg van zware regenval.[27]

### 23 maart
- Het containerschip Ever Given loopt vast in het drukbevaren Suezkanaal en blokkeert daarmee het internationale scheepvaartverkeer.[28]
- Bij een aanslag op een supermarkt in de Amerikaanse stad Boulder (Colorado) vallen 10 doden.[29] De dader is een 21-jarige man uit Denver.[30]

### 24 maart
- Bij een Jihadistische aanval van een terreurgroep op de stad Palma in Mozambique vallen in totaal 801 doden.[31]

### 27 maart
- Bij straatprotesten in Myanmar tegen de militaire coup van begin februari vallen zeker 114 doden, onder wie minderjarigen. Volgens de Verenigde Naties is het het hoogste aantal doden op een dag sinds het begin van de protesten. Als gevolg van de protesten in Myanmar zijn er in totaal nu 400 doden gevallen.[32]

### 29 maart
- Het containerschip Ever Given is na bijna een week losgetrokken in het Suezkanaal.[33]

### 31 maart
- In Amsterdam bereikt de AEX de hoogste stand ooit: 703,44. Het oude record (703,18) dateerde van 5 september 2000.[34]
- De Franse president Emmanuel Macron maakt bekend dat het land vanwege het oplopend aantal COVID-19-besmettingen  vanaf zaterdag voor vier weken opnieuw in een volledige lockdown gaat.[35] (Lees verder)
- In een zaak aangespannen door de organisatie Liga voor Mensenrechten oordeelt een rechtbank in Brussel dat er geen goede wettelijke basis is voor de coronamaatregelen genomen door de Belgische overheid.[36]

## Overleden
<< · januari · februari · maart · april · mei · juni · juli · augustus · september · oktober · november · december · >>